# Licence MIT
Licence MIT je svobodná licence vytvořená na Massachusettském technologickém institutu (MIT). Software uvolněný pod touto licencí je možné použít jak v proprietárním software (s podmínkou, že text licence MIT musí být dodáván spolu s daným software), tak i s GPL licencovaným software (díky tomu, že GPL explicitně povoluje kombinaci s licencí MIT).
Podle Free Software Foundation je přesnější název pro licenci licence Expat nebo X11, jelikož MIT používala pro své produkty mnoho licencí a tato původně vznikla pro distribuci X Window System.
Mezi software používající tuto licenci patří například operační systémy Redox, Barrelfish, Fuchsia, Haiku, programy Expat, PuTTY, knihovny tříd Mono, Ruby on Rails, Twisted, Lua od verze 5.0 a X Window System.

## Text licence
```
Copyright (c) <year> <copyright holders>

Permission is hereby granted, free of charge, to any person
obtaining a copy of this software and associated documentation
files (the "Software"), to deal in the Software without
restriction, including without limitation the rights to use,
copy, modify, merge, publish, distribute, sublicense, and/or sell
copies of the Software, and to permit persons to whom the
Software is furnished to do so, subject to the following
conditions:

The above copyright notice and this permission notice shall be
included in all copies or substantial portions of the Software.

THE SOFTWARE IS PROVIDED "AS IS", WITHOUT WARRANTY OF ANY KIND,
EXPRESS OR IMPLIED, INCLUDING BUT NOT LIMITED TO THE WARRANTIES
OF MERCHANTABILITY, FITNESS FOR A PARTICULAR PURPOSE AND
NONINFRINGEMENT. IN NO EVENT SHALL THE AUTHORS OR COPYRIGHT
HOLDERS BE LIABLE FOR ANY CLAIM, DAMAGES OR OTHER LIABILITY,
WHETHER IN AN ACTION OF CONTRACT, TORT OR OTHERWISE, ARISING
FROM, OUT OF OR IN CONNECTION WITH THE SOFTWARE OR THE USE OR
OTHER DEALINGS IN THE SOFTWARE.
```